# Jan Wittstock
Jan Wittstock (ur. 11 grudnia 1886 w Prabutach, zm. 23 marca 1962 w Prabutach) – polski działacz plebiscytowy.
Był synem Aleksandra i Marii. W okresie plebiscytu na Warmii i Mazurach reprezentował ludność polską w Komisji Plebiscytowej w Prabutach. W latach 1919–1920 wchodził w skład powiatowej Rady Ludowej w Suszu. Jako polski aktywista narażony był na ataki niemieckich bojówek, zdemolowany został jego dom. Po przegranym plebiscycie zmuszony został do wyjazdu, do czasu II wojny światowej mieszkał na Pomorzu. Do Prabut powrócił w 1945, tamże zmarł 23 marca 1962.